# Cretaceous Research
Cretaceous Research — рецензований науковий журнал. Фокусується на темах, що пов'язані з крейдовим періодом.
Області досліджень включають в себе:
- Регіональна геологія
- Стратиграфія і палеонтологія
- Палеобіологія
- Палеобіогеографія
- Палеоокеанографія
- Палеокліматологія
- Еволюційна палеоекологія
- Геохронологія
- Глобальні події